# Prva savezna liga Jugoslavije u hokeju na ledu
Prva savezna liga Jugoslavije u hokeju na ledu je bilo po rangu najviše takmičenje u ovom sportu u Jugoslaviji.

## Istorija

### Počeci
Preteča hokeja na ledu na ovim prostorima, bio je bendi. Ovaj sport je na ove prostore doneo Franjo Bučar, koji je 1894. u Zagrebu, na „Tečaju učitelja gimnastike“ održao predavanje na tu temu. Slična predavanja je održao u još desetak gradova tokom naredne tri godine, sve u cilju popularizacije ovog sporta. Na kongresu u Međunarodne hokejaške federacije (LIHG), u Berlinu 1911. Kraljevina Srbija je primljena u njeno članstvo.
Ostalo je zabeleženo da je prva utakmica na teritoriji Jugoslavije, koja se igrala po danas važećim pravilima, odigrana 3. februara 1924. u Zagrebu između tamošnjih klubova HAŠK (Hrvatsko Akademsko Športsko društvo) i ZKD (Zagrebačko klizačko društvo). HAŠK je taj meč dobio sa 4:1. Iste godine je u LJubljani osnovana Ilirija, na inicijativu Stanka Bloudeka, koji je o svom trošku nabavio svu potrebnu opremu. Ova ekipa je odigrala prvu međunarodnu utakmicu 21. februara 1932. u LJubljani sa austrijskom ekipom KAC iz Celovca (1:12). U tom periodu osnivaju se hokejačke ekipe u Zagrebu (Maraton i Konkordija) i Karlovcu, a nešto kasnije u Sisku i Varaždinu. U to vreme, marta 1932. u okviru Zimsko-sportskog saveza Kraljevine Jugoslavije, osnovana je i hokejačka sekcija.
Ilirija je postala prva ekipa iz Jugoslavije, koja je gostovala u inostranstvu. Oni su 1934. godine gostovali u Bukureštu, gde su u prijateljskom meču poraženi od selekcije Rumunije sa 0:1. Ova ekipa je bila domaćin i prvog međunarodnog turnira, na kojem su pored njih učestvovale i dve mađarske i jedna austrijska ekipa.
Od 1938. Hokejaški savez Kraljevine Jugoslavije se izdvojio iz Zimsko-sportskog saveza i počeo samostalno da funkcioniše. Sedište saveza se nalazilo u LJubljani.
Reprezentacija Kraljevine Jugoslavije prvi put se takmičila 1939. godine i to odmah na Svetskom prvenstvu 1939. u Švajcarskoj. Reprezentaciju su činili kompletna ekipa SK Ilirije, sa trojicom rezervnih igrača iz hrvatskih klubova. Tadašnje hokejaške velesile Čehoslovačka i Švajcarska porazile su reprezentaciju Kraljevine Jugoslavije sa 0:23 i 0:22, te je postignut i nerešen rezultat sa Belgijom (3:3).

### Prvenstva
Prvo zvanično prvenstvo Kraljevine Jugoslavije je održano 1939. godine u Zagrebu uz učešće četiri ekipe,,,. Prvi jugoslovenski prvak je postala ljubljanska Ilirija, koja je nadmašila tri domaće ekipe (ZKD, HAŠK i Maraton). Na sledeća dva prvenstva, takođe je prvak postajala Ilirija. Na onom održanom 1940. bila je bolja od istih ekipa, kao i prethodne godine, dok je prvenstvu održanom 1941. bila bolja od Varaždina i Palića.
Tokom rata prvenstva nisu igrana. U 1946. godini osnovane su sekcije i klubovi u Beogradu, Zagrebu i LJubljani, 1947. u Celju, 1948. u Jesenicama, i narednih godina u Tržiču, Kranju, Mariboru, Novom Sadu i Skoplju.
Prvo posleratno prvenstvo, održano 1947. u LJubljani po turnirskom sistemu, uz učešće četiri ekipe, osvojila je ekipa zagrebačke Mladosti, što je i ponovila 1949. godine. Prvenstvo odigrano 1948. je osvojio Partizan. Prvih deset prvenstava odigrano je po turnirskom sistemu, a od jedanaestog 1958. prelazi se na ligaški sistem takmičenja i tako je ostalo sve do raspada zemlje 1991. godine.
Šampionat 1950. godine nije ni odigran. Nakon toga pet uzastopnih titula osvaja Partizan, koji se tada pojačao sa nekoliko igrača iz hrvatskih klubova, pa je u reprezentaciji za Svetsko prvenstvo 1951. u Parizu, imao čak sedmoricu igrača. Serija Partizana je prekinuta 1956. godine, kada titula odlazi u Zagreb, istomenoj ekipi. Nakon toga počinje period dominacije Jesenica, koje su počev od 1957. osvojile petnaest uzastopnih titula, a u naredne 32 godine su uspele da osvoje čak 23 prvenstva.
Prva titula Jesenica je označila i početak perioda dominacije ekipa iz Slovenije, koji je trajao punih 29 godina. Sem Jesenica, u tom periodu je Olimpija osam puta bila prvak. Tu eru dominacije klubova iz Slovenije, prekinuo je Partizan 1986. godine, osvajanjem svoje sedme titule. Poslednje tri titule su pripale ekipi zagrebačkog Medveščaka.

## Prvaci Jugoslavije
| - 1939 : SK Ilirija - 1940 : SK Ilirija - 1941 : SK Ilirija - 1941-1946 : nije odigrano - 1947 : KHL Mladost - 1948 : HK Partizan - 1949 : KHL Mladost - 1950 : nije odigrano - 1951 : HK Partizan - 1952 : HK Partizan - 1953 : HK Partizan - 1954 : HK Partizan - 1955 : HK Partizan - 1956 : SD Zagreb - 1957 : HK Jesenice - 1958 : HK Jesenice - 1959 : HK Jesenice | - 1960 : HK Jesenice - 1961 : HK Jesenice - 1962 : HK Jesenice - 1962/63 : HK Jesenice - 1963/64 : HK Jesenice - 1964/65 : HK Jesenice - 1965/66 : HK Jesenice - 1966/67 : HK Jesenice - 1967/68 : HK Jesenice - 1968/69 : HK Jesenice - 1969/70 : HK Jesenice - 1970/71 : HK Jesenice - 1971/72 : HK Olimpija - 1972/73 : HK Jesenice - 1973/74 : HK Olimpija - 1974/75 : HK Olimpija - 1975/76 : HK Olimpija | - 1976/77 : HK Jesenice - 1977/78 : HK Jesenice - 1978/79 : HK Olimpija - 1979/80 : HK Olimpija - 1980/81 : HK Jesenice - 1981/82 : HK Jesenice - 1982/83 : HK Olimpija - 1983/84 : HK Olimpija - 1984/85 : HK Jesenice - 1985/86 : HK Partizan - 1986/87 : HK Jesenice - 1987/88 : HK Jesenice - 1988/89 : KHL Medveščak - 1989/90 : KHL Medveščak - 1990/91 : KHL Medveščak |

## Tabela uspešnosti klubova
| Klub          | Sadašnja država | Prvak | Godina(e) |
| ------------- | --------------- | ----- | --- |
| HK Jesenice   | Slovenija       | 23    | 1957, 1958, 1959, 1960, 1961, 1962, 1963, 1964, 1965, 1966, 1967, 1968, 1969, 1970, 1971, 1973, 1977, 1978, 1981, 1982, 1985, 1987, 1988, |
| HK Olimpija   | Slovenija       | 11    | 1939*, 1940*, 1941*, 1972, 1974, 1975, 1976, 1979, 1980, 1983, 1984                                                                       |
| HK Partizan   | Srbija          | 7     | 1948, 1951, 1952, 1953, 1954, 1955, 1986                                                                                                  |
| KHL Medveščak | Hrvatska        | 3     | 1989, 1990, 1991 |
| KHL Mladost   | Hrvatska        | 2     | 1947, 1949 |
| SD Zagreb     | Hrvatska        | 1     | 1956 |

- Prve tri titule su osvojene pod imenom SK Ilirija.

## Timovi koji su učestvovali
| - HK Jesenice - HK Olimpija - HK Bled - HK Slavija - HK Kranjska Gora - HK Kladivar - HK Tivoli - HK Maraton Zagreb - SD Zagreb | - KHL Mladost - KHL Medveščak - KHK Varaždin - KHK Karlovac - KHL Sisak - HAŠK Zagreb - ZKD Zagreb - HK Palic - HK Partizan | - HK Partizan Brežice - OHK Beograd - KHK Crvena zvezda - HK Vojvodina - HK Subotica - HK Bosna - HK Vardar - HK Triglav Kranj - HK Triglav Ljubljana | - HK Korana - HK Udarnik - HK Maraton - HK Tašmajdan - HK Papirničar - HK Jože Gregorčić |

## Literatura
- Enciklopedija fizičke kulture JLZ Zagreb 1975. godine